# Emsger
Emsger, est une île du pays de Galles située dans le Pembrokeshire, à l'ouest de l'île de Ramsey.
L'île, connue également sous le nom de South Bishop, fait partie de l'archipel de Bishops and Clerks.

## Étymologie
Le nom Emsger pourrait être d'origine scandinave,. L'élément -sger pourrait dérivé du vieux norrois sker signifiant « brisant, écueil ».

## Histoire
Au début du XIXe siècle, un phare conçu par l'ingénieur James Walker fut construit dans l'île.